# Episodi di Cruel Summer (seconda stagione)
La seconda ed ultima stagione della serie televisiva Cruel Summer è stata trasmessa su Freeform dal 5 giugno al 31 luglio 2023.
In Italia la serie è stata trasmessa su Prime Video a partire dall'11 agosto 2023.
| nº | Titolo originale                  | Titolo italiano                    | Prima TV USA   | Uscita in Italia |
| -- | --------------------------------- | ---------------------------------- | -------------- | ---------------- |
| 1  | Welcome to Chatham                | Benvenuta a Chatham                | 5 giugno 2023  | 11 agosto 2023   |
| 2  | Ride or Die                       | Fino alla morte                    | 5 giugno 2023  | 11 agosto 2023   |
| 3  | Bloody Knuckles                   | Nocche insanguinate                | 12 giugno 2023 | 11 agosto 2023   |
| 4  | Springing a Leak                  | Riparare a una perdita             | 19 giugno 2023 | 11 agosto 2023   |
| 5  | All I Want for Christmas          | Tutto quello che voglio per Natale | 26 giugno 2023 | 11 agosto 2023   |
| 6  | The Plunge                        | Il tuffo                           | 3 luglio 2023  | 11 agosto 2023   |
| 7  | It's the End of the World         | È la fine del mondo                | 10 luglio 2023 | 11 agosto 2023   |
| 8  | Confess Your Sins                 | Confessare peccati                 | 17 luglio 2023 | 11 agosto 2023   |
| 9  | The Miseducation of Luke Chambers | La diseducazione di Luke Chambers  | 24 luglio 2023 | 11 agosto 2023   |
| 10 | Endgame                           | Fine del gioco                     | 31 luglio 2023 | 11 agosto 2023   |

## Benvenuta a Chatham
- Titolo originale: Welcome to Chatham
- Diretto da: Bill Purple
- Scritto da: Elle Triedman e Tia Napolitano

### Trama
Nell'estate del 1999, una riluttante Megan Landry, sua sorella, Lily, e la loro madre, Debby, danno il benvenuto alla studentessa di scambio Isabella LaRue. Megan mostra Isabella in giro per la città prima che il migliore amico di Megan, Luke Chambers, presenta Isabella al loro gruppo di amici e la invita a una festa al lago durante un evento annuale di bioluminescenza. Isabella chiede a Megan il permesso di fare amicizia con Luke, cosa che Megan accetta (anche se si pente immediatamente).
Nell'inverno del 1999, Megan, che ora esce con Luke e la migliore amica di Isabella, riceve una borsa di studio per l'Università di Washington. Anche Debby e il suo collega Steve (che è anche il padre di Luke) si frequentano. Mentre si incontrano nella capanna dei Chambers, Megan e Luke assistono a un teorico della cospirazione locale che spara con una pistola nel bosco. Alla festa di Natale dei Chambers, viene riprodotto un video di Isabella e Luke che fanno sesso. Megan se ne va, con il cuore spezzato.
Nell'estate del 2000, Megan si prende cura di Lily dopo che Debby si è ammalata. Allo stesso tempo evita la polizia che ha cercato di interrogarla. Dopo aver sentito che è stato trovato un cadavere nel lago, Megan si dirige verso la capanna e pulisce il sangue dal pavimento prima di unirsi a una folla di persone al lago mentre la polizia recupera il cadavere di Luke. Isabella dice a Megan che devono chiarire le loro storie.

## Fino alla morte
- Titolo originale: Ride or Die
- Diretto da: Laura Nisbet-Peters
- Scritto da: Matteo Morgan

### Trama
Nell'estate del 1999, Isabella scrive alla sua compagna di stanza in collegio, Lisa. Isabella convince Luke a organizzare una festa nella sua piscina. I partecipanti includono Brent, il fratello maggiore di Luke, Parker, la ragazza di Brent e Jeff, un ragazzo che filma tutto con la sua videocamera. Isabella e Megan decidono di trovare un modo per tollerarsi a vicenda prima che Isabella e Luke si bacino.
Nell'inverno del 1999, Isabella viene messa in libertà vigilata a scuola per il video, ma viene rivelato che in realtà era Megan nel video e Isabella si sta prendendo la colpa per proteggere la borsa di studio di Megan. I due bruciano la videocassetta e progettano di scoprire chi l'ha proiettata alla festa. Sospettando di Brent, Isabella e Parker irrompano in casa Chambers e rubano tutte le loro videocassette. Sconvolta dopo aver sentito Megan chiamare Luke la persona più importante della sua vita, Isabella dice a Debby che c'è qualcosa che dovrebbe sapere.
Nell'estate del 2000, l'autopsia di Luke rivela che è annegato, ma è stato anche drogato con rilassanti muscolari e sfiorato da un proiettile. La polizia interroga Megan, Isabella e il gruppo di amici prima di insospettirsi del passato di Isabella. Isabella chiama il suo avvocato per chiedere aiuto prima di lavare i farmaci.

## Nocche insanguinate
- Titolo originale: Bloody Knuckles
- Diretto da: Bill Viola
- Scritto da: Erica F. Robb

### Trama
Nell'estate del 1999, Megan e Isabella si uniscono a Luke e ai ragazzi nella capanna della famiglia di Luke per il loro viaggio annuale in campeggio. Durante il viaggio, viene rivelato che Jeff ha una cotta per Megan, ma lei non se ne accorge mentre si insospettisce della crescente amicizia tra Luke e Isabella. Mentre tornano a casa dal campeggio, Megan trova sua madre e suo padre separato che si baciano sulla veranda. Isabella e Megan si legano alla terribile storia dei loro genitori.
Nell'inverno del 1999, Megan è sconvolta dal fatto che Isabella abbia confessato a Debbie che in realtà era Megan sul nastro, e litigano sulla lealtà. Nel frattempo, una scatola dei nastri viene misteriosamente lasciata nell'ufficio dello sceriffo, mostrando Brent che ha filmato sesso con minori, ma è riuscito a evitare qualsiasi punizione dalla legge mentre suo padre lo fa nascondere sotto il tappeto. Megan e Isabella scoprono che Jeff sa che Megan è nel nastro e decidono di ricattarlo per il suo silenzio.
Nell'estate del 2000, mentre il caso si intensifica, lo sceriffo informa Megan e Debbie che l'arma del delitto usata per la morte di Luke conteneva le impronte digitali di Isabella e Megan. I genitori di Isabella le mandano un avvocato che l'ha aiutata a tirarsi fuori dai guai in un precedente incidente a St. Barth nel 1998 e, come gesto amichevole, Isabella consiglia a Megan di procurarsi un buon avvocato. Mentre nell'ufficio dello sceriffo vengono interrogate, Megan e Isabella si attengono alle loro storie sull'ultima volta che hanno visto Luke il giorno di Capodanno e lo hanno lasciato a casa. Tuttavia, i filmati di sicurezza di casa sua dimostrano che si sbagliavano. Quando lo sceriffo chiede loro della cabina, le ragazze insistono sul fatto che non sono state nella cabina da mesi, ma lo sceriffo mostra a Isabella una borsa piena di contanti che è stata trovata nella cabina.

## Riparare a una perdita
- Titolo originale: Springing a Leak
- Diretto da: Ben Hernandez Bray
- Scritto da: Elle Triedm

### Trama
Nell'estate del 1999 Megan e Jeff creano documenti d'identità falsi in modo che loro, insieme a Luke e Isabella, possano andare in un bar.  Megan e Isabella entrano, anche se Jeff e Luke devono aspettare fuori per evitare che lo sceriffo Myer li scopra. Frequentando i Chambers, Luke bacia Isabella per gelosia dopo aver visto Jeff e Megan baciarsi.
Nell'inverno del 1999, il soffitto di Megan inizia a perdere e i Landry, insieme a Isabella, tentano di restare con i Chambers.  Tuttavia, a cena, il comportamento di Brent, insieme al fatto che Steve ha convinto Myer a ritirare le accuse contro di loro, crea una spaccatura tra Steve e Debbie.  Isabella offre una quota di 5.000 dollari per le riparazioni, ma Megan rifiuta.
Nell'estate del 2000 Megan getta le coperte insanguinate nella spazzatura, anche senza accorgersi che Isabella la guarda. Meyer interroga Megan dicendole che è stata l'ultima persona a vedere Luke vivo prima che venisse ucciso, aggiungendo che le cose non erano le stesse dal momento del sex tape a quando è rimasta incinta.

## Tutto quello che voglio per Natale
- Titolo originale: All I Want for Christmas
- Diretto da: Hiromi Kamata
- Scritto da: Heather Thomason

### Trama
Nell'estate del 1999, Isabella scrive un'altra lettera alla sua migliore amica Lisa ed è scossa dall'arrivo inaspettato di Trevor, il suo ex fidanzato, nonché fratello di Lisa. Partecipando a una festa di "Natale a luglio", Trevor si rende conto che Isabella non ha detto a Megan quello che è successo a St. Barts prima del suo arrivo.  Isabella tenta di sedurre Trevor quando viene affrontata, ma lui rifiuta e se ne va.  Successivamente, Isabella e Luke fanno sesso al Cabin, anche se in seguito scopre che Megan prova dei sentimenti per lui e decide di lasciarsi confidando a Megan che non è pronta per una relazione seria.
Nell'inverno del 1999, il regalo di Isabella a Megan (un costoso monitor LCD) aumenta il risentimento nei confronti di Isabella per lo status sociale. Megan va da Ned e accetta di fare un lavoro per lui. Debbie scopre le lettere non inviate di Isabella a Lisa, alle quali Isabella risponde dicendo che la sua amica è "paziente".
Nell'estate del 2000, l'avvocato di Isabella rivela al pubblico la gravidanza segreta di Megan, il che causa un'ulteriore spaccatura tra Megan e Isabella. Quando Megan le dice di scegliere "la sua parte", Debbie dice a Isabella di andarsene.  Più tardi, Megan riceve una lettera da Trevor che rivela cosa è successo a St. Barts e come Lisa sia morta per tutto il tempo.

## Il tuffo
- Titolo originale: The Plunge
- Diretto da: Laura Nisbet-Peter
- Scritto da: Jason Sack

### Trama
Nell'estate del 1999, Megan organizza una festa per il 17º compleanno di Luke e scopre che Isabella lo ha scaricato la sera prima. Più tardi alla festa, Megan viene lasciata da Jeff.
Nell'inverno del 1999, Megan si prepara a trascorrere una giornata con Isabella e Luke al "The Plunge", ma rinuncia all'ultimo minuto per lavorare per Ned da casa sua. Dopo essere saltato nel lago ghiacciato e aver condiviso un asciugamano, Luke bacia Isabella, ma lei si allontana per rispetto dell'amicizia tra lei e Megan. Dopo essere tornata da Ned, Megan fa sesso con Luke, che le mente sostenendo che Isabella ha cercato di baciarlo.
Nell'estate del 2000, tutti ricordano Luke mentre si avvicina il suo diciottesimo compleanno. Megan viene a sapere di Isabella in fuga da St. Barts dopo che la sua migliore amica Lisa è annegata mentre nuotava ubriaca. Megan quindi affronta Isabella per non essere stata onesta sin dal suo arrivo e sospetta che abbia ucciso Luke. A loro insaputa, Parker stava origliando la loro conversazione e condivide ciò che ha sentito con lo sceriffo Myer. Debbie trova le lenzuola insanguinate nella biancheria sporca di Isabella e chiede a Megan di dire la verità.

## È la fine del mondo
- Titolo originale: It's the End of the World
- Diretto da: Bill Purple
- Scritto da: Matt Morgan ed Elle Triedman

### Trama
Nell'estate del 1999, Megan e Isabella puliscono la baita dopo la festa; arriva Luke che invita Megan ad aiutarlo a pulire la capanna.  Mentre sono nella cabina, ricordano il passato quando giocavano con i walkie-talkie. Quindi si dirigono attraverso il bosco fino al molo dove Megan scopre che Luke si ricorda della notte prima (nonostante fosse ubriaco) e si baciano.
Nell'inverno del 1999, Megan è ancora sconvolta dal fatto che Isabella abbia baciato Luke e non glielo abbia detto. Nel tentativo di salvare la festa di Capodanno, Luke prende le chiavi di un edificio abbandonato di proprietà di suo padre. Megan scopre di essere incinta. Alla festa, affronta Isabella, che rivela che è stato Luke a baciare Isabella. Quando Megan va a parlare con Luke, lo trova che si vanta di aver tradito Megan. Dopo aver parlato con Isabella, pianificano la loro vendetta su Luke, con Megan che lo attira nella capanna della famiglia di Luke.
Nell'estate del 2000, Megan viene arrestata per aver prodotto documenti d'identità falsi. Viene a sapere che è stato Jeff ad informare la polizia. Il padre di Luke chiede a un investigatore privato di indagare su Megan, scoprendo che lei frequenta Ned. Brent la avverte di ciò che suo padre ha scoperto.  Megan si avvicina a Ned, sperando che possa far sparire le sue accuse e salvarle la borsa di studio, ma lui ammette che non può aiutarla e si arrabbia quando lei gli racconta del fatto che Steve Chambers stia indagando sul suo passato. Mentre Ned le racconta di Steve, arriva proprio Steve col figlio Brent: l'uomo cerca di affrontare Ned, mentre Brent incontra Megan cgee fugge dalla porta sul retro. Successivamente, Megan riceve una chiamata che conferma che la sua borsa di studio è stata annullata.

## Confessare peccati
- Titolo originale: Confess Your Sins
- Diretto da: Ben Hernandez Bray
- Scritto da: Heather Thomason e Diana Glogau

### Trama
Nell'estate del 1999, Megan e Luke fanno sesso insieme per la prima volta mentre Isabella va all'autolavaggio del liceo. Lì, sente Brent parlare di fare videocassette sessuali.
Nell'inverno del 1999, Megan porta Luke in trappola nella capanna mentre lei e Isabella lo drogano e lo costringono a confessare la sua cattiva condotta. Luke confessa di aver realizzato il sex tape, ma non sa chi lo ha trasmesso alla festa; poi mette in cattiva luce Isabella, svelando di aver fatto sesso con lei prima di mettersi con Megan.  Infuriata, Isabella tira fuori una pistola e gli spara.
Nell'estate del 2000, Megan e Isabella irrompono nella casa di Ned per cercare i filmati di sorveglianza prima che Myer li catturi e li arresti entrambi.  Interrogandoli separatamente, Myer mostra loro il filmato di Jeff della festa di Capodanno: dopo avere migliorato l'audio, si vede un frammento che mostra loro due che cospirano contro Luke. Accusate di essere i rapitori, Megan e Isabella si accusano a vicenda.

## La diseducazione di Luke Chambers
- Titolo originale: The Miseducation of Luke Chambers
- Diretto da: Laura Nisbet-Peters
- Scritto da: Elle Triedman

### Trama
Nell'ottobre 1999, Luke annuncia il suo piano di unirsi all'Accademia della Guardia Costiera invece di frequentare l'università di Branson, provocando il disappunto del padre. A novembre, Brent e i suoi amici stuzzicano Luke dicendo che non ha il coraggio di fare un sex tape. A dicembre, Luke dice a Steve di essere stato ammesso sia a Branson che all'Accademia della Guardia Costiera, ma sceglierà quest'ultima, facendo arrabbiare Steve. Alla festa di Natale, dopo che Steve ha minacciato Luke di frequentare Branson, un frustrato Luke chiede a un dipendente di riprodurre il suo sex tape con Megan alla festa. La sua relazione con Megan diventa tesa.
Il 1º gennaio 2000, Megan, Isabella e Luke sono nella baita alle prese con le conseguenze dello sparo che ha feriti solo lievemente l'orecchio di Luke. Isabella minacc Luke di tacere prima di fuggire dalla scena mentre Megan si prende cura della sua ferita. Megan rivela di essere incinta e Luke le suggerisce di abortire. Ferita, Megan si precipita fuori dalla cabina senza liberare Luke, dichiarando che non vorrà vederlo mai più. Luke si libera dalle corde legami e lascia la baita. Alla fine arriva al molo e chiama qualcuno. Qualche tempo dopo, una figura ignota si avvicina a Luke sul molo.

## Fine del gioco
- Titolo originale: Endgame
- Diretto da: Bill Purple
- Scritto da: Elle Triedman

### Trama
Nel gennaio 2000, si scopre che la figura sconosciuta è Brent. Dopo una discussione, Brent spinge Luke nel lago, dove apparentemente annega.  Steve cerca un modo per nascondere la cosa, mentre Megan e Isabella nascondono le prove del loro coinvolgimento nella scomparsa di Luke. Megan pubblica volantini di persone scomparse e in seguito litiga con Isabella, rompendo l'amicizia.
Nell'estate del 2000, Megan e Isabella vengono rilasciate dalla custodia della polizia dopo essersi accusate a vicenda. Dopo che Megan rifiuta il tentativo di Isabella di rinnovare la loro amicizia, quest'ultima lascia la città. Megan viene arrestata quando Myer entra in possesso del nastro che hanno registrato nella capanna: il filmato è stato alterato da Isabella per farla sembrare colpevole. In preda al senso di colpa, Brent si fa avanti e si consegna alla polizia, provocando l'arresto anche di Steve per corruzione e insabbiamento. Su un aereo per Ibiza, Isabella si presenta alla ragazza accanto a lei utilizzando il nome Lisa e si offre di farle da guida turistica. Megan trova una telecamera di sicurezza puntata sul molo dove Luke è stato ucciso e scopre che Isabella è tornata lì per trovare Luke in fin di vita; senza alcuno scrupolo lo annega tenendolo sott'acqua con un piede e manda il suo corpo alla deriva, lasciando Megan sconvolta.